# Magyar Katonai Érdemrend
Az Országos Honvédelmi Bizottmány már 1848 őszén elkészíttette egy magyar Katonai Érdemrend tervét, amit 1849. március 2-án alapítottak meg „az olly annyira szorongatott haza érdekében”. A háborús körülmények miatt csak ideiglenes érmeket adományoztak azzal, hogy azokat később díszesebbekre cserélik. A három fokozatú kitüntetés harmadosztálya tömegkitüntetéssé vált; tábornokok és közkatonák egyaránt büszkén viselték a vörös szalagos ezüst koszorút. Az arra érdemessé vált alakulatok testületileg kapták meg, és a zászlójukra tűzték a kitüntetést. Az első osztályú csillagát Görgey Artúr Budavár visszavételéért, Bem József Erdély felszabadításáért kapta meg, ennek egy példánya megtekinthető a Hadtörténeti Intézet és Múzeum gyűjteményében.
A Katonai Érdemrend harmadik fokozatának tervezett díszesebb változatát az emigrációban többen elkészíttették és viselték. Ezek közül is eljutott néhány példány múzeumainkba.
A szabadságharc idején is gondolt a kormány a polgári érdemekre is; ezek elismerésére egy Általános Érdemrendet alapítottak, amit azonban csak néhány alkalommal adományoztak.

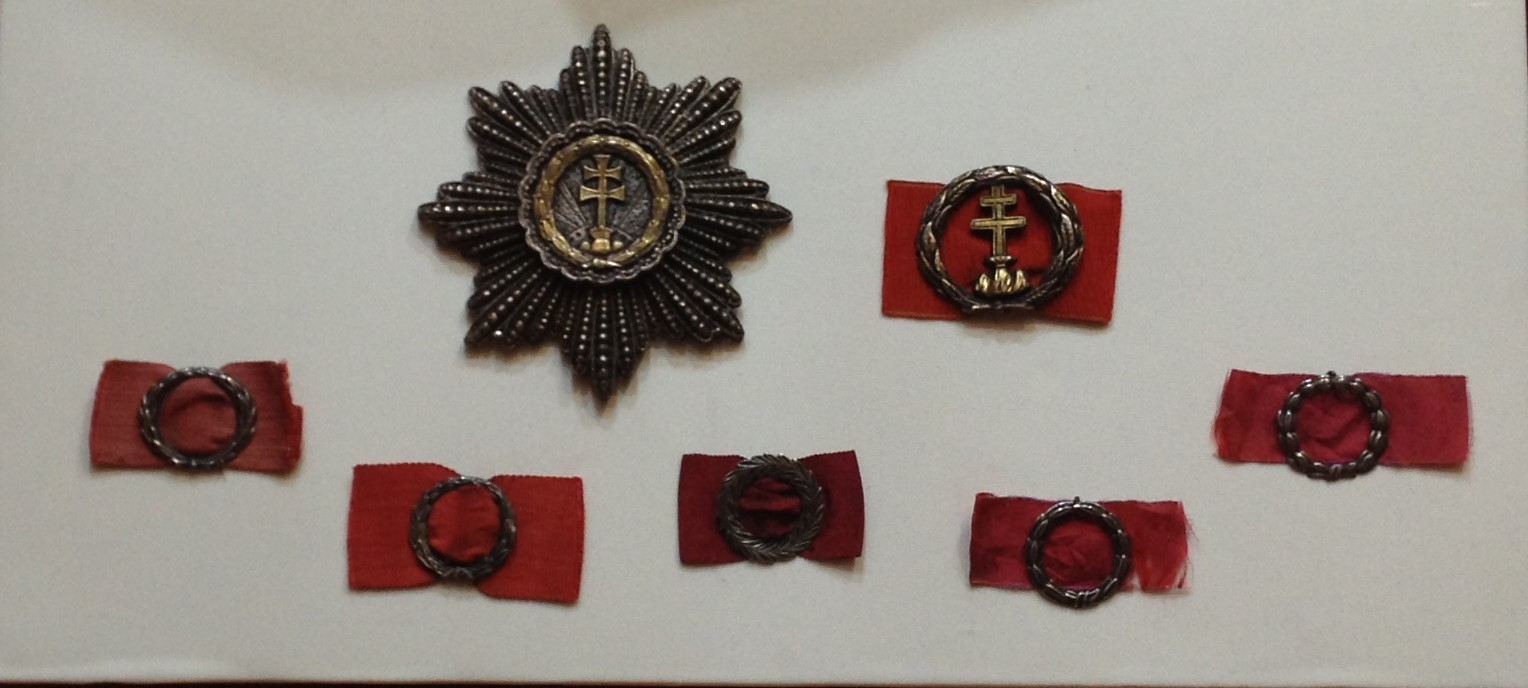
(Hadtörténeti Intézet és Múzeum)
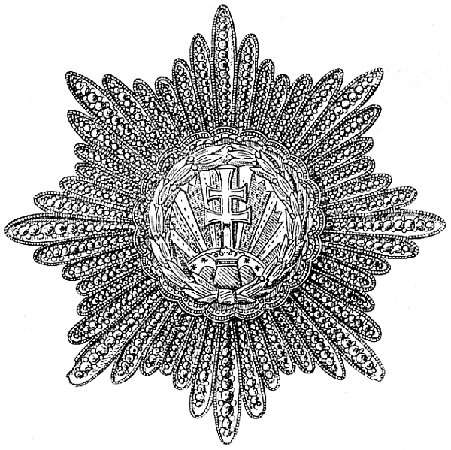
Magyar Katonai Érdemrend I. osztálya
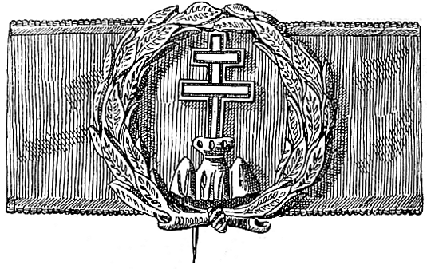
Magyar Katonai Érdemrend II. osztálya
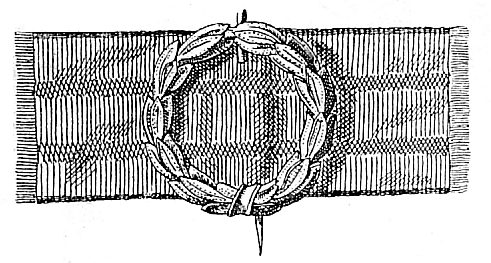
Magyar Katonai Érdemrend III. osztálya